# 1998 UZ24
1998 UZ24 är en asteroid i huvudbältet som upptäcktes den 25 oktober 1998 av den australiensiske astronomen Frank B. Zoltowski i Woomera.
Asteroiden har en diameter på ungefär 5 kilometer och den tillhör asteroidgruppen Merxia.